# الهيئة العامة للتطوير الدفاعي
الهيئة العامة للتطوير الدفاعي هي هيئة حكومية سعودية تأسست بقرار مجلس الوزراء الصادر بتاريخ 14 سبتمبر 2021، تتمتع بالشخصية الاعتبارية وبالاستقلال المالي والإداري، وترتبط برئيس مجلس الوزراء، وتعنى بتحديد أهداف أنشطة البحث والتطوير والابتكار ذات الصلة بمجالات التقنية والأنظمة الدفاعية ووضع سياساتها واستراتيجياتها.
في 21 ديسمبر 2021، صدر أمر ملكي، بتعيين الدكتور فالح بن عبد الله الصالح السليمان محافظًا للهيئة العامة للتطوير الدفاعي بمرتبة وزير.